# Zamknięte drzwi (film)
Zamknięte drzwi (ang. The Door, węg. Az ajtó) – anglojęzyczny węgiersko-niemiecki dramat filmowy z 2012 roku w reżyserii Istvána Szabó, z udziałem Martiny Gedeck i Helen Mirren. Opiera się na powieści o tym samym tytule autorstwa Magdy Szabó, dotyczącej relacji powieściopisarki (Gedeck) i jej ekscentrycznej pokojówki (Mirren) na Węgrzech z początku lat 70. XX wieku. Zdjęcia kręcono w Budapeszcie, Kolonii i Lipsku.
Film został wybrany do programu konkursowego 34. MFF w Moskwie. Zdobył również Nagrodę Publiczności im. Michaela Curtiza na Węgierskim Festiwalu Filmowym w Los Angeles w listopadzie 2012.

## Obsada
- Helen Mirren jako Emerenc
- Martina Gedeck jako Magda
- Károly Eperjes jako Tibor
- Enikő Börcsök jako Sutu
- Gábor Koncz jako podpułkownik
- Mari Nagy jako Adeli
- Ági Szirtes jako Polett
- Péter Andorai jako Pan Brodarics
- Erika Marozsán jako Evi Grossman
- Jiří Menzel jako chirurg
- Ildikó Tóth jako lekarz[5]